# Almizcle

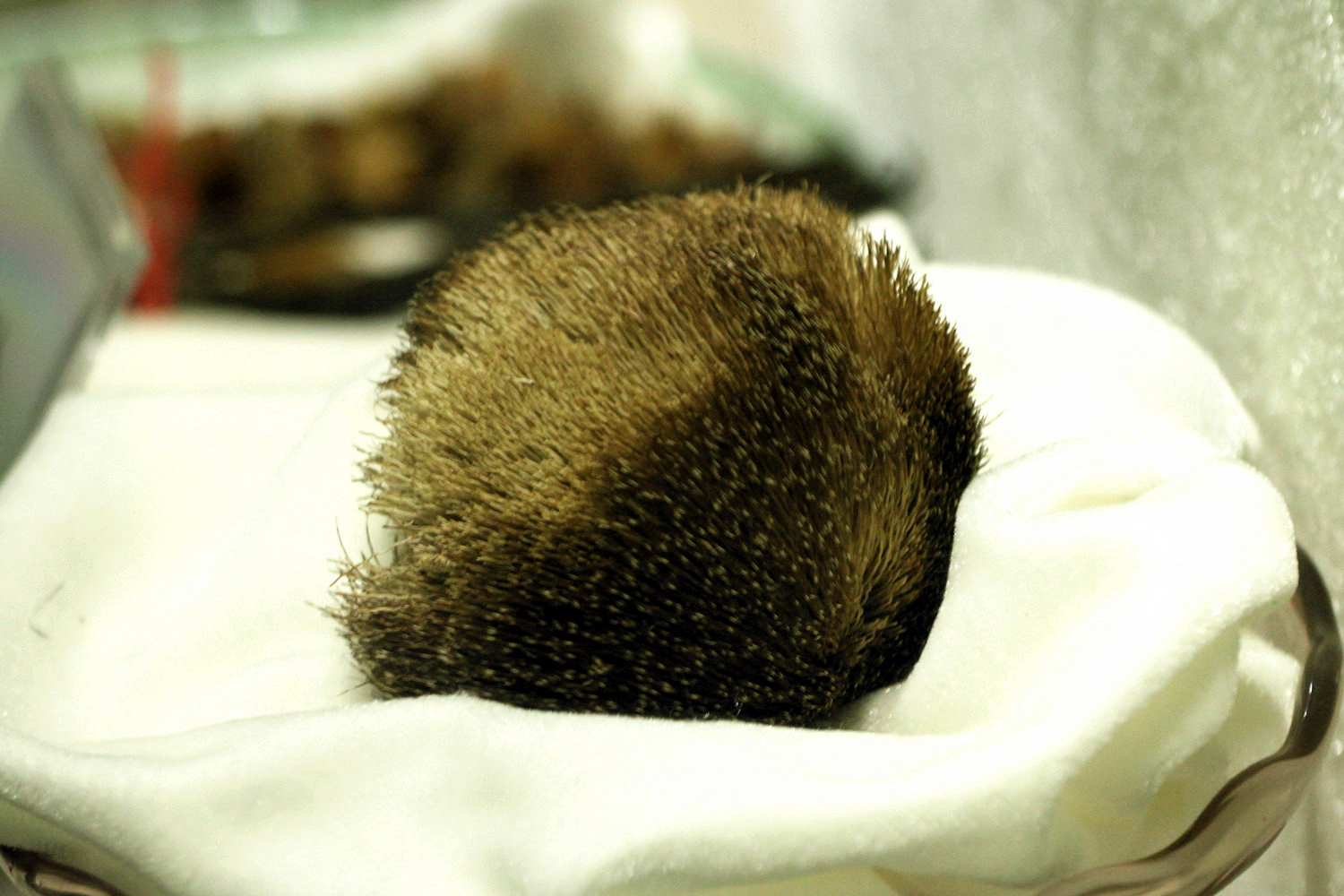
Glándula de almizcle obtenida de un ciervo almizclero

El término almizcle o musco (del latín muscus) es el nombre dado originalmente a un perfume obtenido a partir de una sustancia de fuerte olor, secretada por una glándula del ciervo almizclero, y luego aplicado a las sustancias producidas por otros animales y plantas que tienen un olor similar.

## Etimología
Almizcle deriva del árabe hispánico almísk, este del árabe clásico misk, y este del pelvi mušk.
Por su parte, la palabra musco entró al idioma español en 1734 y deriva del latín muscus, que a su vez se originó del griego tardío μόσχος (mósjos), del persa mushk, similar al sánscrito मुष्क muṣka (‘testículo’), derivado del sustantivo protoindoeuropeo múh₂s, que significa ‘ratón’, que comparte la misma etimología que la palabra músculo o el inglés mouse (ratón), común en la mayoría de lenguas europeas.

## Almizcles naturales
La variedad que se comercializa es la secreción del ciervo almizclero. El olor se encuentra también en el mono almizclero (llamado también machango o mono moreno), el buey almizclero, la rata almizclera de India y Europa, el pato almizclero (Biziura lobata) del sur de Australia, la musaraña almizclera, el escarabajo almizclero (Calichroma moschata), el caimán de América Central y otros animales.
En el reino vegetal, se encuentra en el almizcle común (Mimulus inoschalus), en la almizclera (Erodium moschatum), en las flores de la rosa mosqueta (Rosa eglanteria), en la madera almizclera de las Guayanas, y en las semillas del Hibiscus abelmoschus y del Abelmoschus moschatus, del que se obtiene un almizcle, denominado Ambreta, usado en perfumería.
Para obtener el perfume del ciervo almizclero, se mata el animal y se extrae completamente la glándula, dejándola secar, bien al sol, bien sobre una piedra caliente, o bien sumergiéndola en aceite caliente. En perfumería, es frecuente llamar con la palabra inglesa musk al almizcle (por ello su principal componente químico se denomina muscona); de este modo se comercializa como musk in pod (la glándula entera) o como musk in grain (donde el perfume se ha extraído de su receptáculo). Se debe tener en cuenta que el musk o almizcle puro tiene un olor muy intenso casi insoportable para el olfato humano, por este motivo el musk o almizcle se aplica en dosis muy pequeñas a los perfumes, se considera que tales perfumes resultan excitantes ya que poseen moléculas de tipo feromona.
Se conocen tres tipos:
1. Tong-king, chino o tibetano, importado de China, el más valioso;
2. Assam o nepalí, menos valioso;
3. Karbardino o ruso (siberiano), importado de Asia Central a través de Rusia, el menos valioso.

El almizcle Tong-king se exporta en pequeños recipientes ricamente decorados con filigranas de estaño o plomo, donde el perfume está sellado; se envía directamente al comerciante por correo.
El almizcle es de un color púrpura oscuro, seco, suave y untuoso al tacto, y amargo al gusto. Además de sus principios odoríferos, contiene amoníaco, colesterol, materia grasa, y otros principios animales. Como materia prima en perfumería, es de la mayor importancia, dando fuerza y permanencia a las esencias vegetales con su olor poderoso y duradero, siendo así ingrediente en muchos perfumes compuestos.
Se han sintetizado numerosos productos que segregan aromas similares al natural. El primero de todos fue obtenido por Baur en 1888 condensando tolueno con bromuro de isobutilo en presencia de cloruro de aluminio, y nitrando posteriormente el producto así obtenido. Es un tert-butilnitrotolueno. Se han creado muchas fórmulas similares, y se observa que el olor depende del isómero o mezcla de isómeros obtenida.

## Almizcles sintéticos
Conocidos como almizcles blancos, son aromas químicos sintéticos que imitan el olor de los almizcles naturales, obtenidos del ciervo almizclero o de la civeta. Al contrario que estos, los sintéticos aportan un olor limpio suave y dulce, ya que suprime la connotación característica del animal. Los almizcles sintéticos son fragancias baratas y fáciles de producir que se añaden principalmente a los productos de cuidado personal y a los de limpieza doméstica.

### Clasificación

#### Nitrogenados o nitro-almizcles
Almizcles sintéticos, que obtuvo Albert Baur en 1888 por condensación de tolueno con bromuro de isobutilo en presencia de cloruro de aluminio, y el producto de nitración. Son sustancias muy solubles  en disolventes orgánicos, son lipofílicas y persistentes en tejido adiposo. Presentan alta estabilidad química, baja biodegradabilidad y alto potencial de bioacumulación. El uso de algunas de ellas está limitado, debido a que están en estudios por generar sospechas de inducir cáncer o aumentar el efecto carcinógeno de otros compuestos. Su producción hoy día, ha disminuido por su toxicidad tanto en el hombre como en el medioambiente.

#### Policíclicos
Grupo de almizcles sintéticos, que aparecen debido a la necesidad de eliminar el grupo funcional nitro de nitro-almizcles. Dicho grupo funcional presenta alta reactividad fotoquímica y es inestable en medio alcalino. Son sustancias cuya estructura principal es la molécula de indano o tetralina con numerosas sustituciones. Las características de este grupo, es que son sustancias muy solubles  en disolventes orgánicos, son lipofílicas y persistentes en tejido adiposo. Presentan alta estabilidad química, baja biodegradabilidad y alto potencial de bioacumulación. Se han detectado en leche materna,  sangre y recién nacidos.

#### Macrocíclicos
Grupo compuesto por un conjunto de almizcles sintéticos y naturales. Todos ellos, proceden del almizcle natural. Son cetonas macrólidas (origen animal), lactonas y bis-lactonas (origen vegetal) Tienen un elevado precio de producción, a pesar de que su producción sea fácil, ya que se trata de una descomposición microbiana de la misma, afectando así a la estabilidad de dicho grupo, y presentan mayor biodegradación que los dos grupos anteriores. Aportan una ventaja importante, y es que a pesar de ser sintéticas, es el grupo menos perjudicial para la salud y el medioambiente.

### Aplicaciones
La principal vía de contacto es la vía dérmica, o inhalación directa
- Perfumes
- Medicina
- Champús
- Detergentes
- Suavizantes
- Lociones
- Jabones
- Productos de limpieza
- Ambientadores
- Tabaco
- Herbicidad
- Explosivos
- Cebos de pesca
- Crema de manos
- Alimentación
- Pebetes de incienso

### Toxicidad
Los almizcles sintéticos tienen una velocidad de degradación biológica y química baja y son compuestos muy lipófilos, por lo que se les puede considerar contaminantes medioambientales en potencia.
En los años ochenta, se detectó por primera vez la presencia de nitro-almizcles en muestras biológicas y agua de río. Se han llegado a encontrar estos compuestos en distintas muestras medioambientales, aguas residuales y superficiales, animales acuáticos, mamíferos marinos e incluso en muestras de origen humano como leche materna o tejido adiposo.
Los nitro-almizcles son utilizados en industria, y tanto ellos como sus metabolitos se han encontrado en mayor concentración en el medioambiente. Los metabolitos normalmente son más tóxicos, debido a la reducción de los grupos nitro a aminas. 
El uso del almizcle ambrette está prohibido en Europa desde 1995, debido a su acción fotoalergénica, que puede ser perjudicial para la salud humana, lo podíamos encontrar en productos cosméticos. En 1998 se retiraron los almizcles moskene y tibetene por su toxicidad a largo plazo.
En un estudio sobre la bioacumulación de los almizcles policíclicos y nitro-almizcles en la biota acuática de aguas residuales, se determinó que los factores de bioacumulación en estas especies depende de una base de lípidos (BAFL) y haciendo hincapié en que su metabolismo no debe ser descuidado.
Estos compuestos se eliminan parcialmente durante el tratamiento de las aguas residuales, pero el problema es su acumulación en lodos de las plantas depuradoras, que serán empleados como abono en los campos, pudiendo contaminar aguas superficiales y alimentos.
Existe información sobre la monitorización de estos compuestos en el medioambiente pero la vía de eliminación se ha estudiado muy poco, podría ser la fotodegradación.
Los almizcles policíclicos son los que se producen en mayor cantidad en las industrias y también tienen un carácter lipófilo elevado, por lo que se detectan mayoritariamente en el medioambiente y principalmente en los lodos de aguas residuales. Un estudio realizado sobre almizcles policíclicos en aguas residuales indica la posibilidad de efectos adversos en los organismos estudiados (larvas y mejillón de agua dulce) después de una larga exposición a almizcles sintéticos.
Dos informes sobre galoxide y tonalide concluyen que no existe riesgo significativo para la salud humana, la exposición por distintas vías de estos dos compuestos. Pero el Comité científico sobre productos cosméticos y productos no alimentarios afirma que no se puede incorporar más de un 12% de tonalide en las fragancias. La reducción de estos compuestos en el medioambiente se podría conseguir mediante degradación fotoquímica.
La mayoría de estudios sobre impactos en la salud se realizan con xileno de almizcle y cetona de almizcle. Ambos poseen actividad estrogénica in vitro, aunque el xileno de almizcle muestra una afinidad tres veces mayor por el receptor de estrógenos, además aumenta su potencia al metabolizarse, mientras que la cetona de almizcle al metabolizar pierde la actividad. Los almizcles policíclicos son moduladores selectivos del receptor estrogénico e inducen tanto actividades estrogénicas (dosis altas) como antiestrogénicas (dosis menores).
Un estudio en humanos ha mostrado una importante relación entre los niveles de xileno de almizcle y cetona de almizcle en sangre y algunos problemas hormonales y ginecológicos en mujeres, lo que sugiere que estos almizcles causan toxicidad reproductiva y endocrina en humanos.
En un estudio con ratones de toxicidad/carcinogenesicidad del xileno de almizcle los resultados demostraron que es carcinógeno en ratones en administraciones de 80 semanas (largo plazo). No se puede catalogar al xileno de almizcle como carcinógeno en humanos pero sí en animales de laboratorio, por lo que pertenece a la categoría 3; y está clasificado como compuesto muy tóxico para los organismos acuáticos según la Comisión Europea. Almizcle cetona tiene una estructura muy similar por lo que se clasifica del mismo modo, aunque no se realizaron estudios sobre su carcinogenicidad.

## Uso en la actualidad
En la actualidad, el uso de almizcles naturales es casi inexistente debido a la protección de los animales. Muchos de los nitro-almizcles y policíclicos se han prohibido en Europa por su toxicidad medioambiental y humana. Estos dos grupos han visto reducido su consumo porque persisten en el medio ambiente y se degradan con mucha lentitud. Sin embargo, los macrocíclicos sí han visto aumentado su consumo.